# 田口広一
田口 広一（たぐち こういち）は、日本の男性アニメーター、キャラクターデザイナー。

## 参加作品

### テレビアニメ
- ルパン三世 ヘミングウェイ・ペーパーの謎 （1990年、動画）
- 姫ちゃんのリボン （1992年、原画）
- 赤ずきんチャチャ （1994年-1995年、原画）
- とっても!ラッキーマン （1994年-1995年、原画）
- ナースエンジェルりりかSOS （1995年-1996年、原画）
- ママはぽよぽよザウルスがお好き （1995年-1996年、原画）
- 新世紀エヴァンゲリオン （1995年-1996年、原画）
- こどものおもちゃ （1996年-1998年、原画）
- YAT安心!宇宙旅行 （1996年-1997年、作画監督）
- EAT-MAN （1997年、原画）
- ポケットモンスター （1997年、原画）
- 超魔神英雄伝ワタル （1997年-1998年、原画）
- VIRUS ‐VIRUS BUSTER SERGE‐（1997年、作画監督）
- 吸血姫美夕 （1997年-1998年、作画監督）
- ふしぎ魔法ファンファンファーマシィー （1998年-1999年、原画）
- ああっ女神さまっ 小っちゃいって事は便利だねっ （1998年-1999年、作画監督）
- Night Walker -真夜中の探偵- （1998年、原画）
- 天使になるもんっ! （1999年、原画）
- To Heart （1999年、原画）
- こみっくパーティー （2001年、キャラクターデザイン・総作画監督）
- フィギュア17 つばさ&ヒカル （2001年-2002年、原画）
- ポケットモンスタークリスタル ライコウ雷の伝説 （2001年、原画）
- ポケットモンスター サイドストーリー （2002年-2004年、原画）
- 強殖装甲ガイバー （2005年-2006年、原画・OP原画）
- ポケットモンスター ダイヤモンド&パール （2006年-2010年、作画監督・原画）
- イナズマイレブンGO クロノ・ストーン （2012年-2013年、ゲストキャラクターデザイン）
- ポケットモンスター THE ORIGIN （2013年、原画）
- ポケットモンスター XY （2013年-、原画 (第20・67話) ・ゲストデザイン (第50話) ・第2原画 (第60話) ）
- ゾイドワイルド（2018年、作画監督）

### OVA
- マドンナ2 愛と青春のキック・オフ （1989年、動画）
- 銀河お嬢様伝説ユナ〜深闇のフェアリィ〜 （1996年、原画）
- 超獣伝説ゲシュタルト （1997年、原画）
- フォトン （1997年-1998年、原画）
- ピカチュウのわんぱくアイランド （2006年、原画）

### 劇場アニメ
- AKIRA （1988年、動画）
- 魔女の宅急便 （1989年、動画）
- おじさん改造講座 （1990年、動画）
- 餓狼伝説 -THE MOTION PICTURE- （1994年、原画）
- ハーメルンのバイオリン弾き （1996年、原画）
- 魔法学園LUNAR! 青い竜の秘密 -すっぽこ魔法作戦- （1997年、原画）
- 劇場版ポケットモンスターシリーズ
  - 劇場版ポケットモンスター 幻のポケモン ルギア爆誕 （1999年、作画監督）
  - 劇場版ポケットモンスター 結晶塔の帝王 ENTEI （2000年、作画監督）
  - 劇場版ポケットモンスター 水の都の護神 ラティアスとラティオス （2002年、原画）
  - 劇場版ポケットモンスター アドバンスジェネレーション 七夜の願い星 ジラーチ （2003年、作画監督・原画）
  - 劇場版ポケットモンスター アドバンスジェネレーション 裂空の訪問者 デオキシス （2004年、総作画監督補佐・原画）
  - 劇場版ポケットモンスター アドバンスジェネレーション ミュウと波導の勇者 ルカリオ （2005年、総作画監督補）
  - 劇場版ポケットモンスター アドバンスジェネレーション ポケモンレンジャーと蒼海の王子 マナフィ （2006年、デザインワークス・作画監督）
  - 劇場版ポケットモンスター ダイヤモンド&パール ディアルガVSパルキアVSダークライ （2007年、デザインワークス・作画監督）
  - 劇場版ポケットモンスター ダイヤモンド&パール ギラティナと氷空の花束 シェイミ （2008年、作画監督）
  - 劇場版ポケットモンスター ダイヤモンド&パール アルセウス 超克の時空へ （2009年、作画監督）
  - 劇場版ポケットモンスター ダイヤモンド&パール 幻影の覇者 ゾロアーク （2010年、作画監督）
  - 劇場版ポケットモンスター ベストウイッシュ ビクティニと黒き英雄 ゼクロム・白き英雄 レシラム （2011年、作画監督）
  - 劇場版ポケットモンスター ベストウイッシュ キュレムVS聖剣士 ケルディオ （2012年、作画監督・原画）
  - 劇場版ポケットモンスター ベストウイッシュ 神速のゲノセクト ミュウツー覚醒 （2013年、作画監督）
  - ポケモン・ザ・ムービーXY 光輪の超魔神 フーパ （2015年、原画）
- 劇場版イナズマイレブン 最強軍団オーガ襲来 （2010年、原画）
- 劇場版イナズマイレブンGO 究極の絆 グリフォン （2011年、原画）